# Agrarische Partij (Wit-Rusland)
De Agrarische Partij (Wit-Russisch: Агра́рная па́ртыя Белару́сі, Ahrarnaja Partyja Belaroesi), is een Wit-Russische politieke partij die het beleid van president Aleksandr Loekasjenko steunt. De partij heeft 1 zetel in het parlement en vormt daarmee de tweede fractie (na de Communistische Partij van Wit-Rusland).
Sjamjon Sjaretski was in 1996 voorzitter van de APB en was voorzitter van de 13de Opperste Sovjet, thans is hij evenwel partijloos.